# Niphovelleda gracilis
Niphovelleda gracilis är en skalbaggsart som beskrevs av Stefan von Breuning 1940. Niphovelleda gracilis ingår i släktet Niphovelleda och familjen långhorningar. Inga underarter finns listade i Catalogue of Life.